# ما مینگژه
ما مینگژه (به چینی: 马明哲) (زاده ۱۹۵۵) کارآفرین و مدیر ارشد اجرایی چینی است، که در حال حاضر به‌عنوان مدیر عامل اجرایی و رییس هیئت مدیره شرکت بیمه پینگ ان فعالیت می‌نماید. پینگ ان هم‌اکنون هفتمین شرکت بزرگ بیمه جهان می‌باشد.